# Canada’s Golgotha

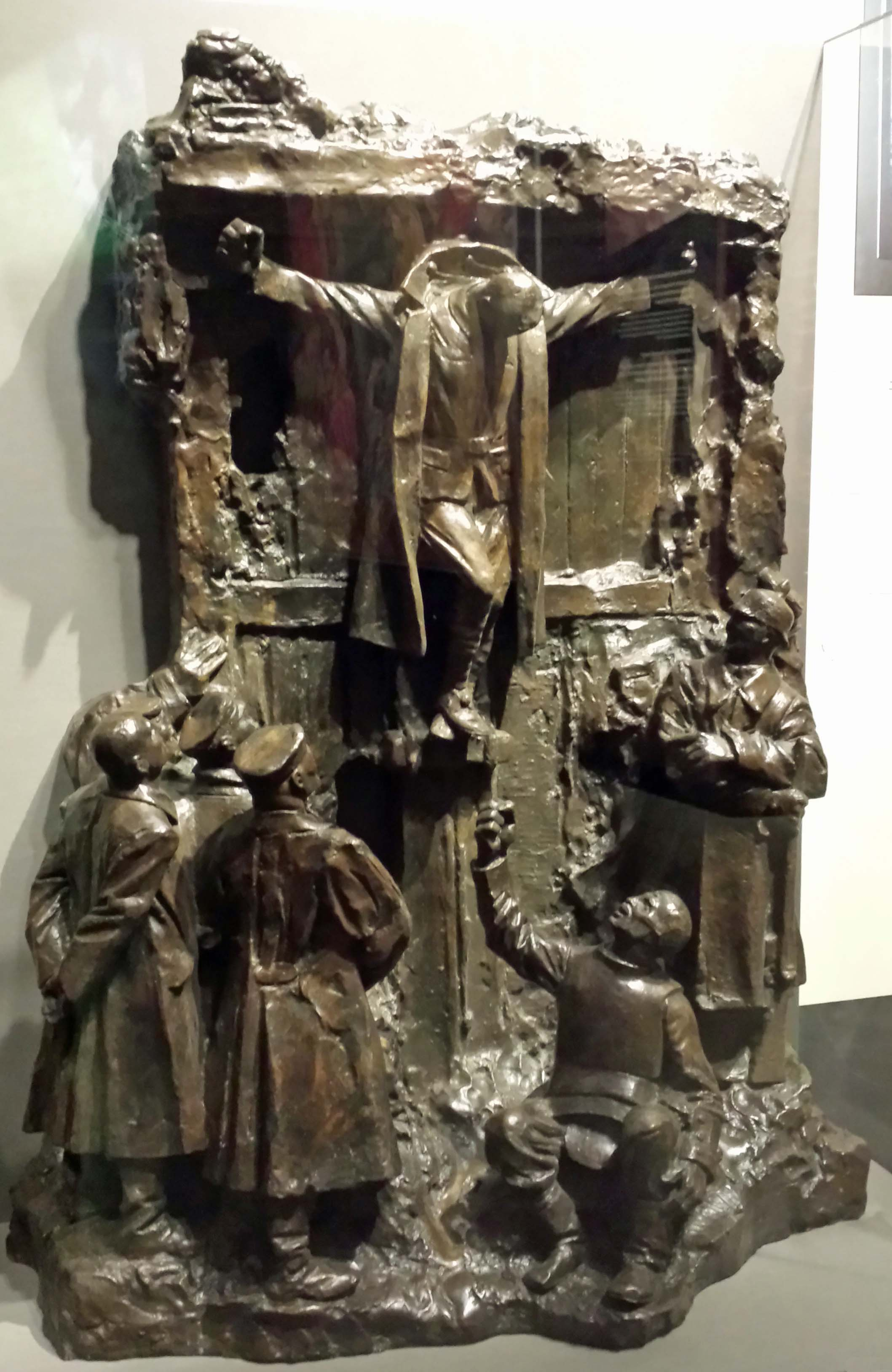
Francis Derwent Wood: Canada’s Golgotha (Kanadas Golgatha), 1918. Kanadisches Kriegsmuseum, Ottawa, Ontario, Kanada

Canada’s Golgotha (Kanadas Golgatha) ist eine im Jahr 1918 entstandene Bronzeskulptur des britischen Bildhauers Francis Derwent Wood. Sie befindet sich im Canadian War Museum, Ottawa, Ontario, Kanada. Die Skulptur greift die umstrittene Geschichte eines kanadischen Soldaten auf, der während des Ersten Weltkriegs angeblich von deutschen Soldaten gekreuzigt wurde.

## Geschichte
Die 81 Zentimeter hohe Skulptur zeigt einen kanadischen Soldaten, der an eine Scheunentür gekreuzigt wurde und von spöttisch wirkenden deutschen Soldaten umgeben ist. Sie wurde im Zusammenhang mit dem Canadian War Memorials Fund geschaffen, einer Initiative von Lord Beaverbrook, im Rahmen derer Künstler beauftragt wurden, den Krieg künstlerisch zu dokumentieren.
Die Darstellung basiert auf Berichten über die angebliche Kreuzigung eines kanadischen Soldaten während der Zweiten Schlacht von Ypern im April 1915. Mehrere Soldaten versicherten, das Ereignis gesehen zu haben. Die Authentizität dieser Berichte konnte jedoch nie zweifelsfrei bestätigt werden. Einige Aussagen wurden später widerlegt, da die betreffenden Frontabschnitte nie von deutschen Truppen besetzt waren. Im Jahr 2002 behauptete der britische Dokumentarfilmer Iain Overton, neue Beweise gefunden zu haben, die den gekreuzigten Soldaten als Sergeant Harry Band identifizieren.

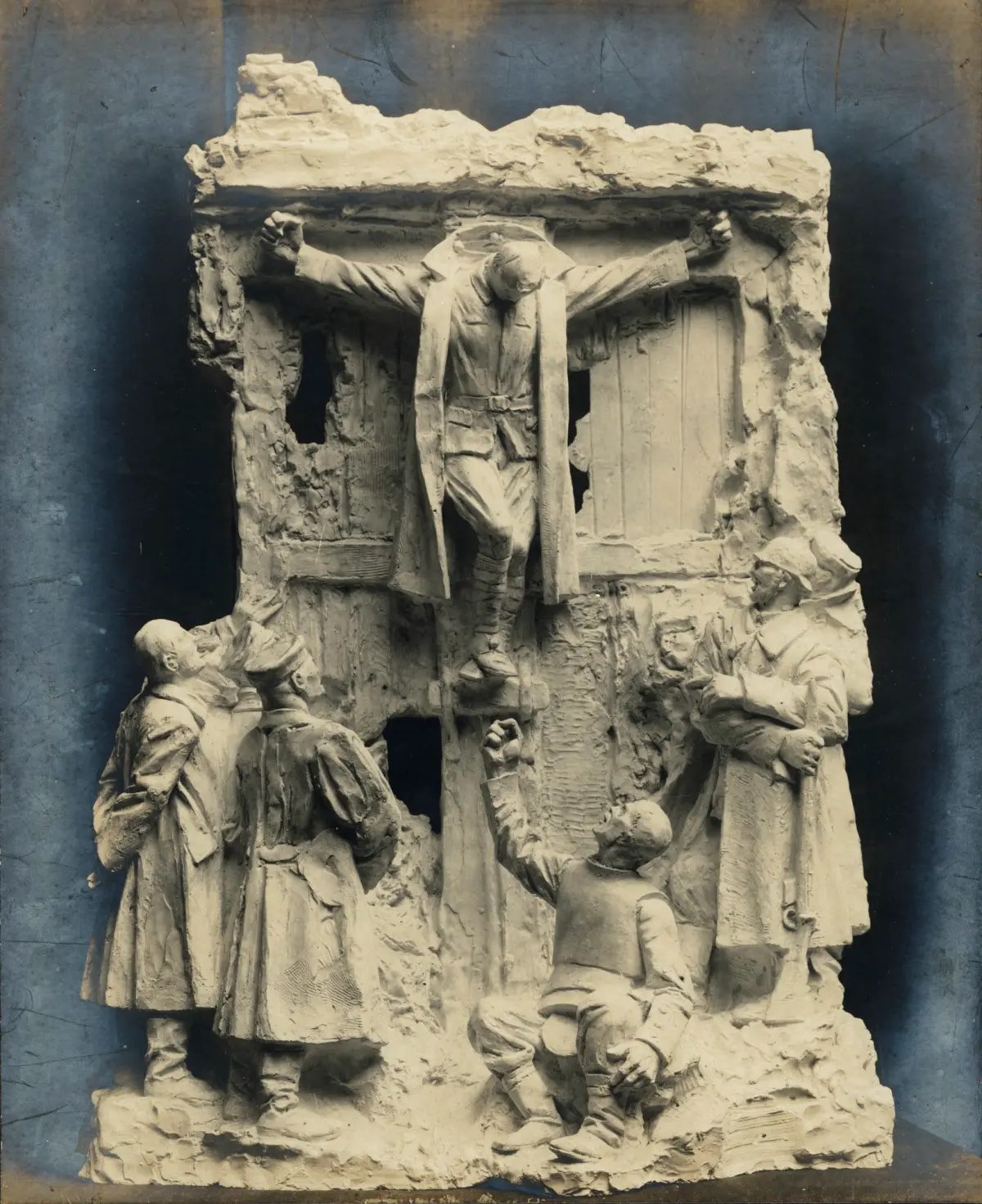
Frederic Hilaire d’Arcis (1845–1935): Foto eines Bozzetto von Francis Derwent Wood für ein Werk mit einer handschriftlichen Inschrift: „Canada’s Golgotha“. Royal Academy of Arts, London

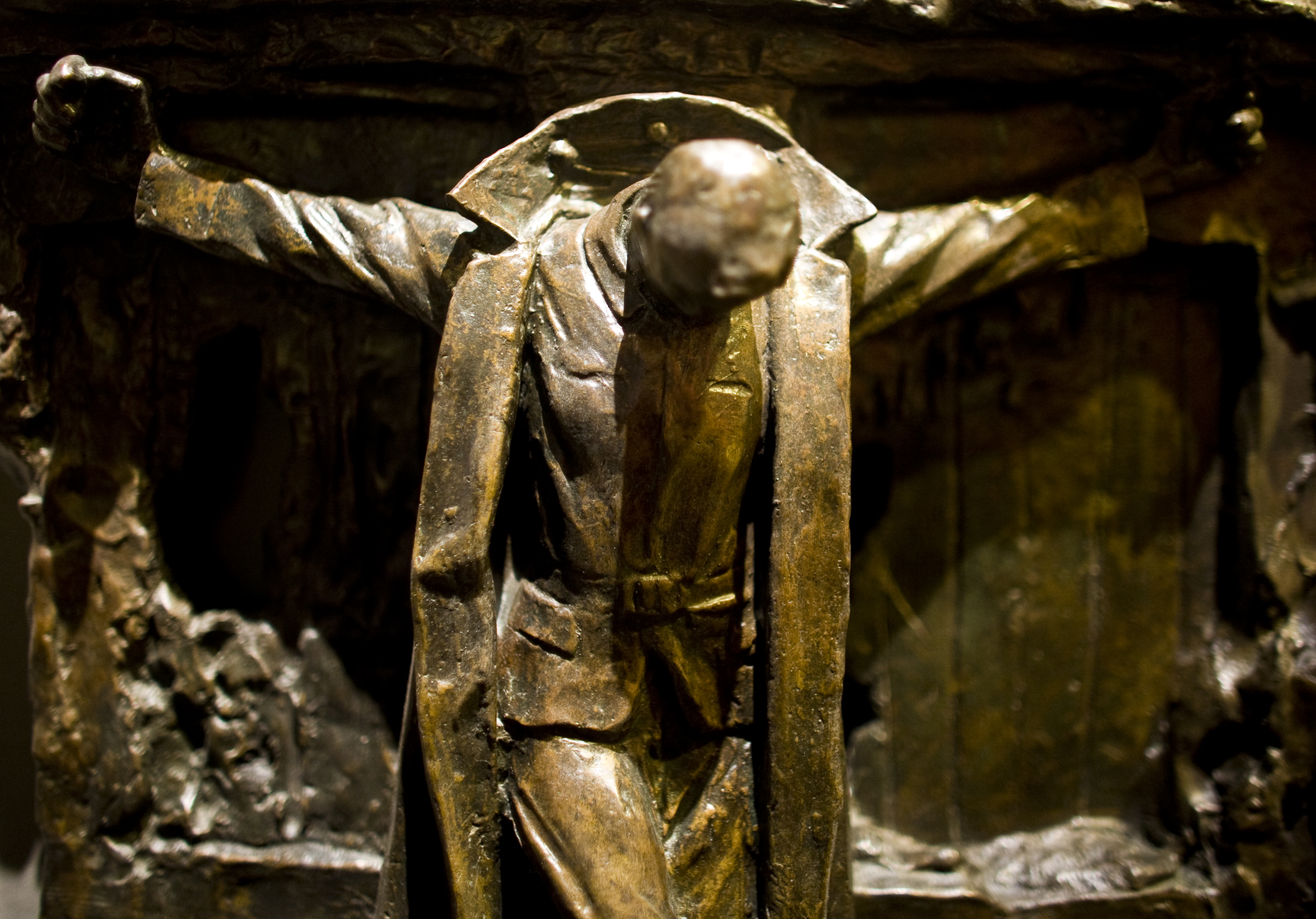
Canada’s Golgotha, 1918 (Detail)

Die Skulptur wurde erstmals im Jahr 1919 im Rahmen einer Ausstellung des Canadian War Memorial Fund in der Royal Academy in London präsentiert. Kurz vor der Eröffnung forderte die deutsche Regierung von Kanada entweder eine öffentliche Erklärung, dass die Geschichte unwahr sei, oder die Vorlage von Beweisen. Zwar erklärte Kanada, über ausreichende Beweise zu verfügen, zog die Skulptur jedoch zurück, als Deutschland eine Beteiligung an der Untersuchung verlangte. In der Folge wurde die Skulptur jahrzehntelang nicht öffentlich gezeigt. Erst 1992 wurde Kanadas Golgatha im Canadian War Museum in Ottawa im Rahmen der Ausstellung Peace Is the Dream wieder der Öffentlichkeit präsentiert. Im Jahr 2000 war sie Teil der Ausstellung Under the Sign of the Cross: Creative Expressions of Christianity in Canada im Canadian Museum of Civilization.